# Kandinsky College
Het Kandinsky College is een middelbare school in Nijmegen. Naast de hoofdvestiging op de Malderburchtstraat 11 voor vmbo-t, havo, vwo en tweetalig onderwijs, is er ook nog een vestiging in Molenhoek (voor vmbo). De hoofdvestiging heeft 1421 leerlingen, bijna 100 leraren en 75 lokalen. Daarnaast biedt de school ook tweetalig onderwijs aan.

## Naamgeving
Als opvolger van de 'scholengroep Nebo-Mariënbosch-Gabriëlcollege', heeft de school voorheen de naam 'Het Elshof college' gedragen.
In 1994 is de naam opnieuw veranderd, dit maal naar 'Kandinsky College'. De school is vernoemd naar de Russisch-Franse kunstschilder en graficus Wassily Kandinsky (1866-1944), een van de grondleggers van de abstracte schilderkunst.

## Fusie
Op 1 april 2016 is het 'Kandinsky College locatie Hatertseweg' gefuseerd met het 'Canisius College locatie De Goffert' en werd de nieuwe naam: 'Het Rijks'. In het schooljaar 2022-2023 wordt het schoolgebouw op de Malderburchtstraat verbouwd om een fusie met het Dominicuscollege mogelijk te maken. De bovenbouw heeft tijdens deze verbouwing in het oude gebouw van het Rijks les gekregen op Hatertseweg 404. Per november 2024 krijgen alle leerlingen weer les op de Malderburchtstraat en is de verbouwing afgerond.